# Пентхаус

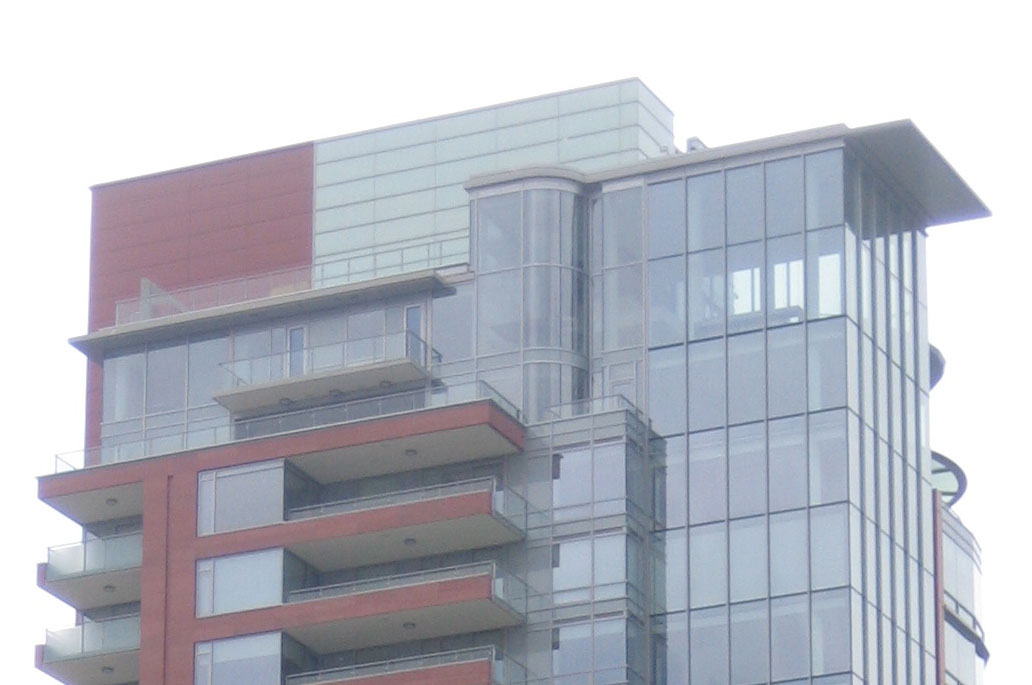

Пентха́ус (англ. penthouse) — технический чердак, позже помещение для жилья (квартира, особняк) на крыше небоскрёба или отделённая площадь на верхнем этаже здания. Пентхаус — отдельное жилье на верхнем этаже (или нескольких этажах) многоэтажного дома, который имеет собственную террасу. Структура пентхауса создаёт эффект изолированного от окружающей среды собственного жилья, виллы, особняка в плотно застроенных центрах больших городов или городских агломераций. Кроме террасы пентхаус также может быть оборудован «зимним садом», бассейном, и так далее.

## Этимология
Название пентхаус происходит от старофранцузского слова apentis, означающего «пристроенное здание» или «придаток». На современное написание повлияла народная этимология 16-го века, которая сочетает в себе среднефранцузское слово, обозначающее «склон» (pente), с английским существительным house—дом.

## История

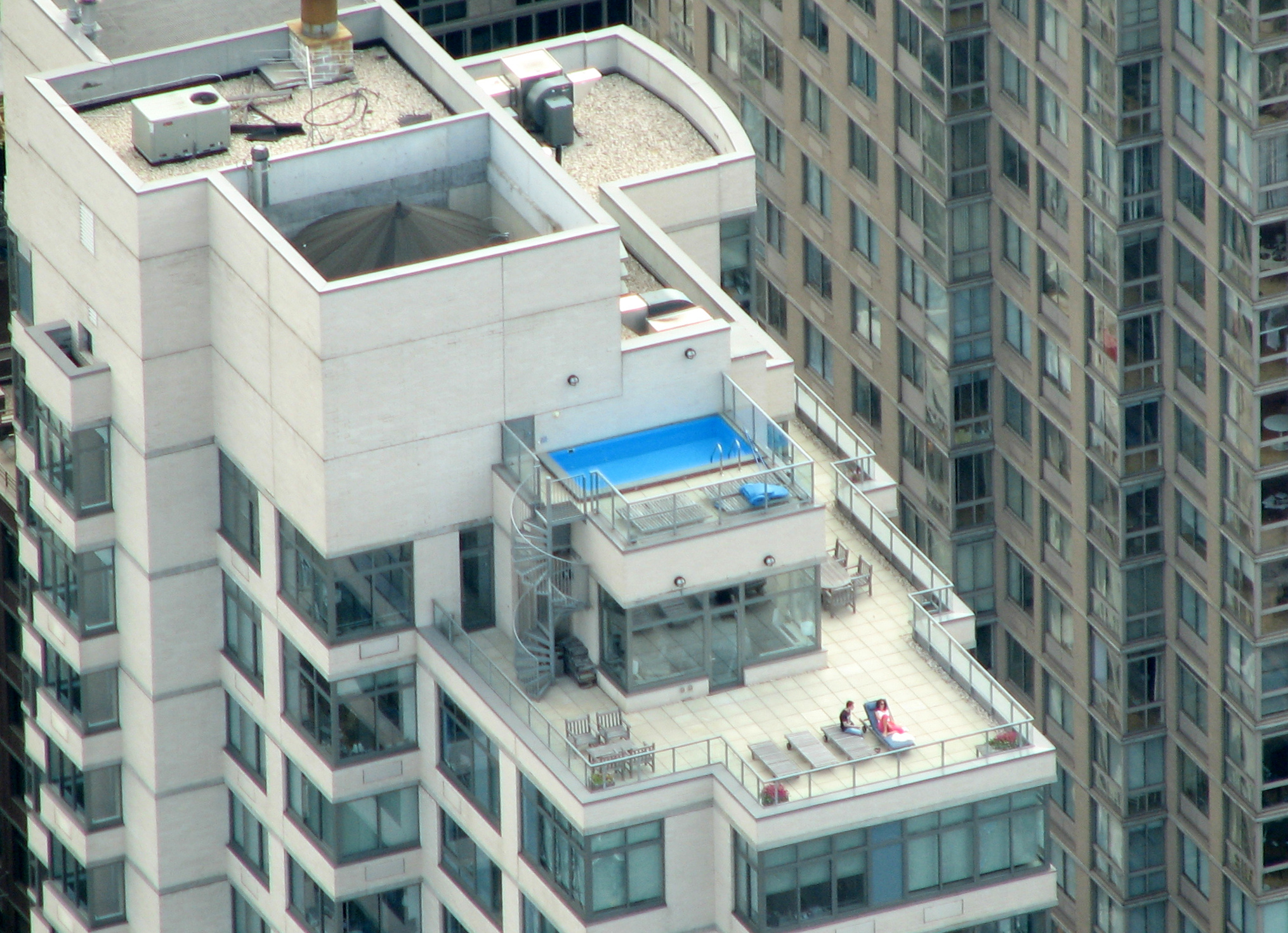
Пентхаус в Нью-Йорке

Пентхаус — технический чердак или отделённое пространство на верхнем этаже здания. Позже в связи с дефицитом площади стал помещением для жилья — как правило, на крыше небоскрёба. Подобная структура может содержать верхнюю часть шахты лифта, оборудование для кондиционирования воздуха или лестницы, которые ведут на крышу. Она также может использоваться для проживания или как подсобное помещение. Обычно пентхаус находится сзади вертикальной лицевой стороны здания, таким образом предусмотрены открытые площадки или террасы с одной или более сторон. Однако в современной практике архитекторы и агенты по аренде квартир и домов относят термин «пентхаус» к верхнему этажу любого здания, независимо от расположения по отношению к фасаду.
Первый признанный проект был построен на вершине отеля Плаза с видом на Центральный парк в Нью-Йорке в 1923 году. Его успех стал причиной быстрого развития подобных роскошных апартаментов в пентхаусах в большинстве крупных городов США в последующие годы.
Несмотря на то, что в настоящее время слово «пентхаус» обозначает роскошные и дорогие апартаменты, откуда открывается панорамный вид, исторически пентхаус был всего лишь пристройкой с односкатной крышей, навесом или другим небольшим строением, которое пристраивалось к сравнительно большому зданию. В средневековые времена пентхаус являлся важным элементом искусства осады, поскольку был временным сооружением, которое защищало осаждающие войска в то время, когда они готовились к наступлению на врага.

## Дизайн
Особенности, которых нет в большинстве квартир в здании, могут включать отдельный вход или лифт, а также более высокие / сводчатые потолки. В зданиях, состоящих главным образом из квартир отдельных уровней, пентхаусы могут отличаться наличием двух или более уровней. Они также могут иметь такие особенности, как терраса, камин, большая площадь пола, большие окна, несколько мастер-кают, кабинет/офис, гидромассажные ванны и многое другое. Они могут быть оборудованы роскошными кухнями с техникой из нержавеющей стали, гранитными столешницами, барной стойкой/островком и многим другим.
Например: верхний этаж пентхауса Роберта Стерна двадцатиэтажного жилого дома в Нью-Йорке имеет следующие удобства:
- Расположенный на террасе на крыше пентхаус с видом на городской пейзаж Среднего Манхэттена, а у его подножия — вся планировка Центрального парка.
- Высота потолка пентхауса составляла тринадцать с половиной футов (4,11 метра). Окна были сделаны максимально высокими и широкими.
- Каждая секция пентхауса отделана уникальными материалами. Для входной галереи: мраморные полы и пергаментные панели в обрамлении красного дерева. Для библиотеки: бразильский палисандр. Для столовой: венецианская лепнина. Для кухни: лак цвета «Ягуар», бамбук, фактурное стекло. Для внутренней отделки каминов: длинные узкие кирпичи XIX века, привезенные из Франции.
- Этот пентхаус имеет очень сложную технологическую систему. На крыше был установлен анемометр для измерения скорости ветра, чтобы брезентовый навес террас можно было убрать и его не сорвало с величественного фасада пентхауса. Датчики влажности использовались для обнаружения утечки, автоматически отправляя электронное письмо руководителям здания. Датчики температуры, прикреплённые к трубам, отправляют электронное письмо, когда температура отклоняется всего на один градус от температуры, установленной клиентом.

## Роль в культуре
Пентхаусы считаются лучшими на рынке и, как правило, самыми дорогими, с прекрасным видом, большими жилыми помещениями и первоклассными удобствами. Соответственно, они часто ассоциируются с роскошным образом жизни. Издатель Боб Гуччионе назвал свой журнал Penthouse фирменной фразой «Жизнь на высоте».